# Ім Чон Бін
Ім Чон Бін (кор. 임정빈 (권투 선수); 18 травня 1973) — південнокорейський боксер, призер Азійських ігор.

## Аматорська кар'єра
На чемпіонаті Азії 1997 переміг Ігнасіо Геродіаса (Філіппіни), програв Ікрому Бердиєву (Узбекистан) і отримав бронзову медаль.
На Азійських іграх 1998 переміг Нурбека Касенова (Киргизстан) та Батмунха Енгбаяра (Монголія), програв у фіналі Єрмахану Ібраїмову (Казахстан) і отримав срібну медаль.
На Олімпійських іграх 2000 в категорії до 75 кг переміг Рамадана Яссера (Єгипет) і програв Акину Кулоглу (Туреччина).